# Homoneura bistylata
Homoneura bistylata är en tvåvingeart som beskrevs av Mitsuhiro Sasakawa 1998. Homoneura bistylata ingår i släktet Homoneura och familjen lövflugor. Inga underarter finns listade i Catalogue of Life.